# David Lappartient
David Lappartient, né le 31 mai 1973 à Pontivy (Morbihan), est un homme politique et dirigeant sportif français. 
Membre des Républicains puis élu divers droite, il est maire de Sarzeau de 2008 à 2021, conseiller départemental en 2011 puis président du conseil départemental du Morbihan depuis depuis le 1er juillet 2021.
Sur le plan sportif, David Lappartient est président de la Fédération française de cyclisme de 2009 à 2017 et de l'Union européenne de cyclisme de 2013 à 2017. Il devient président de l'Union cycliste internationale (UCI) le 21 septembre 2017, après en avoir été vice-président en 2013. Le 24 septembre 2021, il est réélu à la présidence de l'UCI pour 4 ans supplémentaires, jusqu'en 2025. Le 19 février 2022 à Pékin, il est élu membre du Comité international olympique (CIO) au titre de son rôle de président de l'UCI. Le 29 juin 2023, il est élu président du Comité national olympique et sportif français (CNOSF), succédant à Brigitte Henriques, démissionnaire.   

## Études et profession
David Lappartient est diplômé de l'École spéciale des travaux publics, du bâtiment et de l'industrie (ESTP), à Paris, et est ingénieur des travaux publics (1998). Il exerce la profession de géomètre-expert de 1998 à 2007 et co-fonde le cabinet Géo Bretagne Sud.

## Mandats politiques
David Lappartient est élu maire de la commune de Sarzeau lors des élections municipales de 2008. En 2011, il est élu conseiller général du canton de Sarzeau sous l'étiquette UMP avec 55,08 % des suffrages exprimés, et siège au conseil général du Morbihan dans le groupe de la majorité. En février 2012, il est élu président du syndicat intercommunal d'aménagement du Golfe du Morbihan, chargé de l'élaboration du projet de parc naturel régional du Golfe du Morbihan. En mai 2014, il abandonne son poste de porte-parole du groupe majoritaire au conseil général à la suite de différends avec François Goulard.
Il est réélu maire de Sarzeau en 2014 dès le premier tour avec 71,31 % des voix, contre 28,69 % des voix pour la liste d'opposition menée par Marie-Cécile Riédi. Il est ensuite élu président de la communauté de communes de la Presqu'île de Rhuys. En janvier 2015, il devient le premier président du parc naturel régional du Golfe du Morbihan, cinquantième parc naturel régional créé en octobre 2014.
Le 29 mars 2015 il est élu, avec Michèle Nadeau, conseiller départemental du nouveau canton de Séné. Réélu le 27 juin 2021, il est élu président du conseil départemental le 1er juillet 2021 et démissionne dans la foulée de son mandat de maire de Sarzeau,.

### Autres mandats et controverses
David Lappartient exerçait, avant son arrivée à la tête du Comité olympique français (qui le conduit à démissionner de trois mandats), dix mandats politiques et sportifs. Il est ainsi président du Parc naturel régional du golfe du Morbihan jusqu’en août 2023 et de l'Agence de développement touristique jusqu’en avril 2023 , directeur d'un Ehpad de Sarzeau jusqu’au 29 juin 2021 et de sociétés publiques dont le département est actionnaire majoritaire, comme la compagnie des ports du Morbihan.
Selon le quotidien Libération, ses fonctions cumulées lui rapportent « de véritables fortunes ». L'UCI et le CNOSF, notamment, lui verseraient des rémunérations de 420 000 et 100 000 euros par an respectivement. La rémunération de base du Président de l’UCI pour l’année 2023 s’élevait en réalité à 346 000 francs suisses (un peu moins de 370 000 euros) selon le rapport financier de l’UCI publié dans le Rapport Annuel 2023 de la fédération internationale, le solde correspondant aux indemnités pour frais de représentation et de logement. David Lappartient a par ailleurs renoncé dès son élection et comme annoncé en amont à toute rémunération du CNOSF pour que cette dernière soit réaffectée à des actions de soutien aux athlètes et/ou au mouvement sportif, comme l'attestent les procès-verbaux des instances du CNO. Comme membre du CIO, David Lappartient perçoit un forfait pour frais de 6 160 euros par an. En juillet 2021, le conseil départemental du Morbihan, dont il est le président, vote une augmentation générale des indemnités des élus départementaux. Ses indemnités sont ainsi portées de 4 300 euros mensuels à 7 900 euros.
L'antenne départementale d'Anticor a déposé un signalement en 2023 auprès du parquet de Vannes pour des soupçons de conflit d’intérêts en raison d'un appel d'offres passé par le parc naturel du Morbihan et attribué à l’ancien mari de la directrice de l'organisme.
Ses liens avec l'oligarque russo-turkmène – qui possède aujourd’hui la nationalité chypriote et a renoncé à la nationalité russe  – Igor Viktorovitch Makarov, sanctionné dans plusieurs pays, sont rapportés par la presse française à plusieurs reprises à partir de 2023,.

## Cyclisme
En 1997, David Lappartient devient président du Vélo Sport de Rhuys (jusqu'en 2007) et membre du conseil d'administration de la Fédération française de cyclisme (FFC). Il est également trésorier général puis vice-président délégué de la FFC. Il est élu au comité directeur de l'Union cycliste internationale en 2005.
En février 2009, il est élu président de la Fédération française de cyclisme. Opposé à Michel Callot et Cyrille Guimard, il obtient 56,1 % des voix au premier tour. Il est réélu dans ses fonctions pour un deuxième mandat le 23 février 2013. Il a participé à la création du vélodrome de Saint-Quentin-en-Yvelines ouvert en janvier 2014, afin de tirer la filière du cyclisme sur piste vers le haut. Il quitte la présidence de la FFC en mars 2017, laissant la place à Michel Callot, unique candidat à sa succession.
En mars 2013, il est élu président de l'Union européenne de cyclisme (UEC). Opposé à Andreï Tchmil, président de la fédération moldave et ancien coureur professionnel, il recueille 73,91 % des suffrages,. Seul candidat à sa succession, il est réélu à la présidence de l’UEC en mars 2017.
Le 28 septembre 2013, il est élu vice-président de l'UCI et président du Conseil du cyclisme professionnel. En juin 2017, il annonce sa candidature à la présidence de l'UCI pour l'élection du 21 septembre. Il s'oppose ainsi au président sortant Brian Cookson, qui sollicite un deuxième mandat de quatre ans. Durant l'élection, il est élu président de l'UCI en récoltant 37 voix contre 8 pour Cookson. Il quitte à cette occasion la présidence de l'UEC. En 2021, il est réélu pour un nouveau mandat de quatre ans.

## Membre du CIO
David Lappartient devient membre du Comité international olympique le 19 février 2022 à l'avant dernier jour des Jeux de Pékin à l'occasion de la 139e session du CIO qui se déroule sur place. Il est élu en même temps que quatre autres personnes, dont les deux élus à la commission des athlètes du CIO, Martin Fourcade et Frida Hansdotter. Le mandat de ces nouveaux membres est de huit ans. Coté Français, Lappartient et Fourcade rejoignent Guy Drut, membre depuis 1996, et Jean-Christophe Rolland (tous deux champions olympiques, l'un du 110 m haies en 1976 et l'autre en aviron en 2000), qui a rejoint l'institution en 2017. En septembre 2024, il annonce sa candidature à la présidence du CIO. Le 20 mars 2025, il termine en quatrième position du scrutin remporté par Kirsty Coventry.

### Président du CNOSF
À la suite de la démission de Brigitte Henriques de la présidence du Comité national olympique et sportif français en mai 2023 dans le cadre d'une situation conflictuelle, David Lappartient est élu par le conseil d'administration de l'instance pour lui succéder, le 29 juin suivant. Son élection a été ratifiée le 13 septembre 2023 par l'assemblée générale du CNOSF, et son mandat devrait s'achever en 2025. En mars 2025, il annonce qu'il ne sera pas candidat à un second mandat.

## Distinctions

### Décorations
- Chevalier de la Légion d'honneur (décret du 31 décembre 2023)[31]
- Médaille de la sécurité intérieure, argent (2023)[32]
- Médaille de la jeunesse, des sports et de l'engagement associatif, or

### Récompenses
David Lappartient est docteur honoris causa de l’Université de Tachkent (Ouzbékistan).